# Helvellyn
Helvellyn è un'opera in quattro atti di George Alexander Macfarren, su libretto di John Oxenford, La prima rappresentazione in assoluto avvenne quindi alla Royal Opera House, Covent Garden, a Londra, il 3 novembre 1864.

## Trama

### Atto Primo
Il primo atto si svolge ai piedi del monte omonimo in Cumbria. Steenie, un vecchio contadino scontroso, guarda fuori dalla fattoria e brontola quando le prime mungitrici, poi i falciatori, poi i seminatori, tutti tornano alla fattoria prima del previsto: ogni gruppo spiega che il loro lavoro è finito e che la giornata è quasi finita e Steenie deve ammettere che il loro ritorno anticipato non è il risultato dell'ozio. Le ragazze gli chiedono di riempire il tempo prima di cena raccontando loro una storia, lusingandolo che lui racconti le storie migliori in circolazione. Steenie si lancia in un racconto sulla fonderia che è stata data alle fiamme; Ralph, un bravo ma scontroso lavoratore, era stato ingiustamente punito dal padrone e aveva giurato vendetta. Non molto tempo dopo, è scoppiato l'incendio e, sebbene la moglie di Ralph abbia supplicato il padrone di salvare Ralph mentre le fiamme si diffondevano, lui non lo ha fatto e Ralph è morto nell'incendio. Conclude il racconto ripetendo la maledizione udita nell'ouverture.
La proprietaria della fattoria, Mabel, una vedova, arriva e ricorda a tutti che devono dormire bene stanotte perché il raccolto continuerà domani. Chiede se Martin è già tornato e i lavoratori le dicono che è tipico del buon cuore di Martin essere sempre il primo a uscire al lavoro e l'ultimo a tornare a casa. Proprio al momento giusto, Martin arriva e canta una canzone allegra di benedizione per il lavoro onesto, per il raccolto e per il terreno fertile. Mabel saluta calorosamente Martin e lui dice che non può fare a meno di essere allegro quando è con la gentile donna che lo ha accolto come orfano. Mabel lo zittisce e poi ha un brivido di presentimento quando ricorda Luke, il fratello di suo marito, che aveva lavorato alla fonderia dieci anni prima, ma dopo l'incendio era scomparso sotto la maledizione del padre e da allora non è stato più visto. Martin suggerisce che potrebbe essere morto ormai, ma Mabel risponde che ogni volta che pensa a quanto bene sta andando la fattoria, si ricorda di Luke e la sua felicità è rovinata. Martin cerca di tirarle su il morale dicendole che anche l'alba più triste può spesso portare una bella giornata.
All'improvviso, Hannah scende da Helvellyn; spiega di essere un'orfana stanca e chiede cibo e riparo per la notte. Mabel e Martin la accolgono calorosamente, ma Steenie brontola che non sanno nulla di lei. Hannah viene accolta e tutti vanno nella stalla per la cena, con Steenie che brontola che la nuova arrivata deve aver lanciato un incantesimo su tutti, lasciando Mabel seduta da sola a contemplare la bella vita che ha e a ringraziare il cielo per la sua buona sorte.
Si sente una voce e un uomo ora scende dalla collina. È Luke, che canta allegramente della sua vita da mendicante a Londra: annuncia di essere tornato a casa per reclamare la sua legittima eredità ora che suo fratello, il marito di Mabel, è morto. Mabel è sconvolta; gli dice che può restare per la notte, ma l'intenzione di Luke è di rimanere molto più a lungo. Ora i lavoratori escono dal granaio, il loro pasto è finito, e il vecchio Steenie riconosce Luke. Mabel sussurra a Martin che suo marito le ha lasciato tutto nel suo testamento, ma che deve andare a Londra per raccogliere prove contro la richiesta di Luke. Dice ai lavoratori della fattoria che in sua assenza, Martin sarà al comando, e si prepara a partire. Martin promette di assicurarsi che tutto sia fatto correttamente mentre lei è via, e Luke esprime con calma la sua determinazione ad avere la fattoria per sé. Steenie si limita a lamentarsi del fatto che avrebbero dovuto lasciarlo al comando, ma le ultime parole di Mabel sono che non ci dovrebbe essere gelosia e che Martin ha piena fiducia.

### Atto Secondo
Quasi un mese dopo. Luke si chiede se la sua finta rispettabilità lo stia portando da qualche parte e riflette sui problemi che i beni materiali comportano: rispetta la proprietà solo quando è sua. Ricorda il momento in cui osò aspirare alla mano della figlia del padrone, e come ne seguì l'incendio nella fonderia, e il vecchio Ralph fu incolpato. Passa un bambino, e lui ricorda come vide un bambino alla luce del terribile incendio; brevemente, si chiede chi possa essere la ragazza orfana. Si scrolla di dosso i suoi dubbi e si ricorda che ora è un uomo onesto.
La bambina riappare, questa volta con Hannah, che la manda via con del latte per la madre malata. Luke commenta furbescamente che è facile essere generosi con la proprietà di qualcun altro, ed è quasi propenso a mandare via Hannah non appena lui diventa il padrone, tranne per il fatto che è troppo carina per mandarla via. La chiama, ma Hannah è riluttante a parlargli. Le dice che la ama, e quando Hannah dice che è profondamente insultata, lui le dice che può corteggiare gentilmente come chiunque altro, e le chiede un bacio. Si sentono i braccianti fuori cantare una canzone del raccolto, e Hannah usa la distrazione per afferrare una falce e minaccia di usarla su Luke se continua a corteggiarla. Luke si tira indietro, commentando mentre se ne va che sarebbe un amico migliore che un nemico per lei.
I felici mietitori arrivano trascinando un carretto a mano carico, in cima al quale c'è Martin (nessuna Salute e Sicurezza aveva ancora raggiunto i remoti pendii di Helvellyn). Sono tutti contenti di aver raccolto e Martin promette loro un banchetto di festa. Se ne vanno, lasciando Martin e Hannah soli. Martin chiede ad Hannah perché sembra sempre volerlo evitare, ma lei nega. Lui le offre un quadrifoglio che ha trovato e le chiede di indossarlo per lui. Hannah gli dice di tenerlo e torna alla latteria: Martin strappa le foglie e le butta via.
I lavoratori tornano con una grande cena. Cominciano a imbandire il tavolo. Cantando che l'autunno è la migliore di tutte le stagioni. Il posto di Martin è sistemato a capotavola e Steenie è seduto all'altra estremità. Martin dice a tutti che la loro padrona sarebbe felice di vederli tutti così allegri, ma Steenie borbotta di un uomo più giovane che ha il posto d'onore e di ogni cane che ha la sua giornata. Dicono tutti al vecchio di tacere e Martin propone un brindisi alla salute dell'assente Mabel. Luke si è unito al gruppo e annuncia che, in quanto fratello del loro defunto padrone, dovrebbe di diritto guidare le celebrazioni del raccolto. Incoraggia tutti a bere bene, ripete il brindisi alla loro padrona e poi rifiuta la proposta di Martin di ballare tutti, suggerendo invece di avere una storia da raccontare. Racconta a tutti di aver visto Hannah regalare il latte e Steenie coglie l'occasione per dichiarare di aver sempre saputo che non è una brava persona e che non accolgono volentieri i ladri. Martin si lancia in difesa di Hannah e Hannah stessa spiega a chi ha dato il latte. I lavoratori sono solidali e quando Hannah dice che lascerà subito la fattoria, Martin dice che è Steenie che dovrebbe andarsene perché l'ha insultata. Hannah insiste per andarsene e Steenie dice che niente potrà mai liberarsi di lui.
Mentre i lavoratori commentano che la costante sgradevolezza di Steenie rovina sempre i loro piaceri, Mabel torna e chiede a Martin di raccontarle cosa sta succedendo. Lui spiega che Steenie ha insultato Hannah e nonostante le proteste di Hannah, Mabel concorda che Steenie dovrebbe andarsene. Steenie è scioccato e Mabel continua a dire ad Hannah che anche lei sarà bandita per vivere in una capanna di pastori sulle alte pendici della montagna e badare alle pecore lì. Tutti riflettono sulla situazione: un compagno di lavoro di lunga data che ha lavorato nella fattoria per tutta la vita è stato licenziato; Martin osserva che Steenie stava iniziando a comportarsi come se fosse il proprietario del posto. Hannah accetta con rammarico il suo esilio.
Tutti i lavoratori se ne vanno e Martin rimane solo con Mabel. Martin dice che il posto sarà triste senza Hannah e chiede a Mabel come è andata la missione. Lei risponde che aveva ottenuto una copia del testamento del marito che le lasciava tutto e che intende dare a Luke una somma di denaro per aiutarlo a porre fine alle sue abitudini vagabonde.
Ora torna Luke stesso, piuttosto ubriaco; commenta i meriti della tenuta e la forza della sua birra. Luke cerca di adulare Mabel, ma quando lei gli racconta il contenuto del testamento, lui risponde che l'unico testamento che riconosce è la buona volontà della Fiera. Mabel gli offre la borsa di denaro e lui non solo la rifiuta sgarbatamente, dicendo che non rinuncerà ai suoi diritti per un misero sacchetto di monete, ma in realtà propone di sposare Mabel in modo che possa diventare padrone della tenuta. Mabel corre da Martin, dicendo a Luke che il padrone della fattoria è già lì. Sia Martin che Luke sono scioccati da questo e Luke sputa fuori la sua determinazione a vendicarsi. Mabel e Martin insieme sono ugualmente determinati a vivere in pace, ma riconoscono l'evidente pericolo che Luke rappresenta. Luke ripete la sua minaccia, alza il pugno e poi, mentre se ne va, non visto da Mabel e Martin, afferra la borsa di denaro.
Mabel accenna di nuovo alla sua intenzione di sposare Martin per renderlo padrone della tenuta, ma Martin esprime in privato la sua confusione: si rende conto che Mabel è innamorata di lui, ma lui ama Hannah e decide che se Hannah non ricambierà il suo amore, allora la vita non varrà la pena di essere vissuta.

### Atto Terzo
Sulle pendici di Helvellyn, le ragazze della tenuta conducono Hannah alla capanna che diventerà la sua casa: un pastore anziano esce dalla capanna e le affida la custodia del gregge. Le ragazze dicono ad Hannah, in modo piuttosto bizzarro, che lì può vivere una vita tranquilla, lontana dal mondo e dai suoi problemi, con solo il tintinnio dei campanelli delle pecore a ricordarle quando è il momento di riposare. Mentre le ragazze se ne vanno, Hannah accetta tutto questo, commentando che sembra aver vissuto tutta la vita in uno stato di solitudine e che qui la pace della montagna permetterà al suo cuore dolorante di gioire. Martin arriva e commenta che ciò che Hannah risponderà ora segnerà il suo destino. Le dice che Mabel gli ha offerto di sposarlo e, con esso, la proprietà della tenuta. Hannah dice che questo è un gesto nobile, ma Martin le dice che ha rifiutato l'offerta e che la colpa è di Hannah. Hannah è sconvolta, ma Martin continua a dirle che non può sposare nessun'altra perché è lei che ama. Hannah commenta tristemente che ogni speranza di riposo è stata ancora una volta rovinata dall'inganno. Martin aspetta la sua risposta, ma lei gli dice che non può esserci conforto per lei in questa vita e che non potrà mai ricambiare il suo amore. Gli ricorda l'incendio che ha distrutto la fonderia e Ralph, che tutti incolpano per questo; Martin maledice Ralph, ma viene fermato di colpo quando Hannah gli dice che è la figlia di Ralph e che Martin deve disprezzarla per questo. Martin protesta che condividerà qualsiasi cosa con lei, ma lei si precipita nella capanna e sbatte la porta.
Martin la supplica di parlargli; le dice che non è sua responsabilità espiare ciò che ha fatto suo padre, e che la ama così tanto che il suo cuore si sta spezzando. C'è solo silenzio dalla capanna. Lentamente, Martin se ne va, e dopo qualche istante, la porta della capanna si apre e Hannah emerge. Guarda Martin, fa qualche passo per seguirlo, ma poi si ferma, guarda verso l'alto, e poi abbassa la testa e torna alla capanna, le mani giunte davanti a sé.
La mattina seguente, giù nella tenuta, la campana della chiesa suona e tutti i lavoratori si riuniscono per la funzione e commentano che bella giornata è. Si scambiano pettegolezzi, le donne commentano che Mabel si risposa e gli uomini si raccontano l'un l'altro che fortunato è Martin. Luke si avvicina lentamente, commentando che è una cosa antiquata pregare in chiesa e spargere pettegolezzi fuori. È determinato a vendicarsi e si guarda intorno per cercare una pedina che lo aiuti a ottenerla. Individua Steenie e, mentre il suono della campana della chiesa rallenta e tutti vanno alla funzione, Steenie dice che non può affrontare nessuno ora che tutti sanno della sua disgrazia e del suo esilio. Luke gli dice che se fosse successo a lui, starebbe pianificando la sua vendetta e non si lamenterebbe. Nonostante la sua situazione, Steenie è offeso all'idea che lui faccia qualcosa per danneggiare il luogo in cui è nato e dove ha trascorso tutta la sua vita. Luke sta per mandare a casa il vecchio quando Steenie gli chiede di cosa si tratta. Luke gli dice che Mable sta progettando di sposare Martin, e Steenie dice che la sera prima ha visto Martin andare al cottage di Hannah e trascorrere lì un po' di tempo, e poi, nonostante i suoi primi dubbi, anche lui entra in chiesa.
Si sente il suono della congregazione che canta un inno del raccolto. Mabel si avvicina, chiedendosi dove possa essere Martin. Luke coglie l'occasione e le dice che se vuole trovare Martin, è meglio che vada al cottage di Hannah, perché Hannah è una bella ragazza e Martin è intrappolato da lei. Se ne va, lasciando che il suo veleno si diffonda. Mabel si rifiuta di crederci, ma ha notato il comportamento di Martin. Lui si avvicina e lei gli chiede dove sia stato. Martin non le risponde, quindi lei lo sfida direttamente, chiedendogli se è stato al cottage di Hannah. Lui le dice che ha bisogno del conforto della chiesa e che dopo il servizio le spiegherà tutto; cerca di condurla in chiesa ma lei si stacca da lui. Lui va e Mabel dice che ovviamente ama un'altra, quindi deve essere stato stregato da un incantesimo.
A questo punto, Hannah scavalca lo steccato e saluta cortesemente Mabel. Mabel le chiede senza mezzi termini perché è venuta: è per vedere Martin? È salito al cottage sulla collina e le ha confessato il suo amore? Hannah è a bocca aperta e Mabel prende il suo silenzio come una confessione. Mabel indica la casa e dice ad Hannah che fino al suo arrivo era un luogo di calma contentezza, ma che la presenza di Hannah l'ha maledetta. A questa provocazione, Hannah grida che è lei quella maledetta e implora il cielo di darle la forza di sopportare la miseria. Mabel si toglie la collana e la offre ad Hannah, dicendole di prendere tutto ciò che ha, ma di lasciare il cuore di Martin. Hannah le dice che non sarà mai di Martin. Mentre il canto all'interno della chiesa ricomincia, Mabel solleva la sua Bibbia e chiede ad Hannah di giurare su di essa, Hannah dice che lo farà: giura di non aver fatto nulla per sedurre Martin e di non cercare il suo amore, ma quando Mabel le chiede di giurare di non amare Martin, Hannah esita e non riesce a ripetere il giuramento. Mabel lo prende come prova e, mentre le persone escono dalla chiesa, sentono le parole di Mabel "colpa" e "perfidia" e chiedono cosa sta succedendo. Mabel accusa Hannah di stregoneria e, in un grandioso coro, Martin si schiera in difesa di Hannah, Mabel commenta di essere stata tradita da coloro che ha allevato, Hannah crolla incapace di sopportare tutto, Luke esulta perché il suo piano sembra funzionare alla grande, Steenie commenta che potrebbe essere vecchio e scontroso, ma non ha ancora perso completamente il senno e tutti cercano di capire cosa sta succedendo e perché tutti sembrano essere impazziti. Hannah dice che se ne andrà per sempre e quando Martin cerca di seguirla, lei gli dice che è suo dovere andare da sola. Si arrampica sullo steccato e scappa via di corsa.

### Atto Quarto
Più tardi, nella fattoria, Mabel sta filando, dicendo a se stessa che un tempo girare la ruota era un conforto per lei, ma che ora tutto ciò che può fare è piangere. Arriva Martin e Mabel si fa coraggio per riuscire a parlargli. Lui le dice che deve andarsene; è arrivato a Helvellyn senza niente e ora se ne andrà senza niente. Mabel è confusa, ma Martin le dice che anche se gli avesse dato Hannah, lui se ne andrebbe comunque ad affrontare il mondo da solo. Lui spiega i suoi sentimenti quando Hannah è arrivata per la prima volta, e come le ha dichiarato il suo amore sulla montagna, e come lei lo ha respinto. Mabel si rende conto di aver calunniato Hannah e dice a Martin che quando aveva insistito perché giurasse, l'unica cosa che Hannah non era riuscita a ripetere era che non amava Martin. Mable accetta filosoficamente che non amerà più e Martin è felicissimo di sapere che Hannah lo ama davvero. Mabel si offre di accompagnarlo a cercare Hannah e riportarla indietro.
Dopo che se ne sono andati, Steenie arriva fuori dalla fattoria, per darle un'ultima occhiata prima di andarsene per sempre. Commenta il cielo che si abbassa e l'imminente arrivo di una tempesta, e sale nel solaio sopra il fienile per ripararsi.
Ora appare Hannah stessa, quasi incoerente nella sua angoscia, chiedendosi perché Martin le avesse dichiarato il suo amore. C'è una comoda scogliera proprio accanto al fienile, e si prepara a gettarsi giù quando, all'improvviso, un raggio di luce solare brillante squarcia le nuvole grigie. Le ricorda la fiamma brillante della fonderia in fiamme e ricorda vividamente suo padre, mentre stava morendo, che diceva di essere innocente e indicava qualcun altro che teneva un tizzone ardente. Ora ha assunto il compito di riabilitare il nome di suo padre, ed è questo che le dà la forza di sopportare tutti i fardelli della vita. Prepara un fuoco nel focolare e contempla la finestra dove Martin si era appoggiato mentre le dichiarava il suo amore, e quanto attentamente aveva cercato qualche traccia di amore ricambiato. Ma ora, riconosce la forza del suo amore e si rammarica di averlo rifiutato.
Luke interrompe le sue riflessioni con una frecciatina e le dice che è venuto per tirarle su il morale. Hannah accende una lampada e Luke accende la sua pipa e le dice casualmente che il suo caso e quello di lei sono entrambi uguali: lei voleva Martin, lui voleva la fattoria, ma non c'era conforto per nessuno dei due. Quindi l'unica risorsa che hanno ora è distruggere coloro che li hanno feriti. Luke riversa la sua amarezza e Hannah dice che lo teme più della tempesta. C'è un lampo e Luke invoca esultante il potere della tempesta per guidare la sua mano vendicativa.
Hannah è inorridita quando lui le dice che insieme possono bruciare l'intera fattoria, e lui afferra un tizzone ardente dal fuoco. Hannah gli dice che nell'incendio della fonderia di dieci anni prima, era lui quello che aveva visto e lui quello che suo padre morente stava indicando. Gli dice che ora non può scappare e che finalmente ripulirà il nome di suo padre; lo afferra.
Mentre la tempesta infuria, Luke urla che ormai niente può fermarlo e che il suo nome è ancora maledetto. La spinge via e inizia a correre, ma raggiunge il bordo del dirupo e inizia a cadere; si aggrappa a un albero ma viene colpito da un fulmine e Luke cade e muore nella valle sottostante.
Hannah cade in ginocchio e dice che, anche se è l'unica a sapere che suo padre è innocente, il suo spirito è ora libero. Steenie scende dal solaio e le dice che ha sentito ogni parola; le ha fatto un torto, le dice, ma farà ammenda. Lui chiama e gli operai iniziano a radunarsi, tutti chiamano il nome di Hannah, poi dice a tutti che Hannah è la figlia di Ralph e che suo padre è innocente perché è stato Luke ad appiccare il mortale incendio della fonderia. Tutti dicono ad Hannah che i suoi guai sono finiti e quando Mabel e Martin arrivano, Mabel unisce le mani degli amanti e dice a Martin che da ora in poi lo amerà come un fratello. In un ritornello finale, tutti cantano che le tempeste che minacciavano di distruggere le loro vite pacifiche sono passate e che il vecchio Helvellyn è di nuovo in pace.

## Struttura dell'opera
I numeri musicali sono indicati in una riduzione per pianoforte segue:
- Illustrated Overture

### Atto I
- N. 1. Introduction: „What’s that?“ (Steenie, Coro)
- N. 2. Recitative: „While supper’s getting ready“ (Steenie, Coro)
- N. 2a. Song: „The sky with crimson“ (Steenie, Coro)
- N. 3. Recit: „You all are here“ (Mabel, Martin, Coro)
- N. 3a. Song: „A blessing on the harvest fall“ (Martin)
- N. 4. Recit: „A blessing“ (Mabel, Martin)
- N. 4a. Quartett with Chorus: „Who comes yonder“ (Hannah, Mabel, Martin, Steenie, Coro)
- N. 5. Recit & Song: „O Providence“ – „When my ample store“ (Mabel)
- N. 6. Finale: „Of all the trades“ (Mabel, Martin, Luke, Steenie, Coro)
- N. 6a. Quartett with Chorus: „Every thought“ (Mabel, Martin, Luke, Steenie, Coro)

### Atto II
- N. 7. Scena: „For nearly a month“ (Luke)
- N. 8. Recit: „Take this“ (Hannah, Luke, Coro)
- N. 8a. Duet with Chorus: „Come here my pretty dear“ (Hannah, Luke, Coro)
- N. 9. Part Song: „Harvest home“ (Coro)
- N. 10. Recit: „Well done brave hearts“ (Hannah, Martin)
- N. 10a. Ballad: „Wear this flower and think of me“ (Martin)
- N. 11. Harvest Home Scene (Hannah, Mabel, Martin, Steenie, Coro)
- N. 11a. Song with Chorus: „Here’s a health to our worthy master“ (Luke)
- N. 12. Recit: „She’s gone“ (Mabel, Martin)
- N. 12a. Trio: „Zooks this is a glorious place“ (Mabel, Martin, Luke)
- N. 13. Scena: „She loves me“ (Martin)
- N. 13a. Romance: „She is my appointed fate“ (Mabel)

### Atto III
- N. 14. Chorus: „Here you may lead a tranquil life“ (Coro)
- N. 15. Aria: „On my heart a weight“ (Hannah)
- N. 16. Recit: „Yes there she sits“ (Martin)
- N. 16a. Duet: „The generous Mabel“ (Hannah, Martin)
- N. 16b. Duettino: „The thought that so long“ (Hannah, Martin)
- N. 17. Recit: „Nay, Hannah“ (Martin)
- N. 17a. Romance: „Oh Hannah, Hannah, Hannah speak“ (Martin)
- N. 18. Finale: „How calm and bright“ (Hannah, Mabel, Martin, Luke, Steenie, Coro)
- N. 18a. Duet: „The brightest hope“ (Hannah, Mabel)

### Atto IV
- N. 19. Entr’acte
- N. 19a. Romance: „Wildly flies my spinning whell“ (Mabel)
- N. 20. Recit: „Mistress“ (Mabel, Martin)
- N. 20a. Duet: „To Helvellyn poor i came“ (Mabel, Martin)
- N. 21. Finale: „I have toil’d up the hill“ (Tutti)
- N. 21a. Song: „I’ve watched him“ (Hannah)